# 維多利亞·高蒂
維多利亞·高蒂（1962年11月27日—）是一名美國作家、真人秀名人，以及甘比諾犯罪家族黑手黨老大約翰·高蒂的女兒。

## 早年
維多利亞·高蒂於1962年11月27日出生在美國紐約市的布魯克林。她的父母是黑幫老大約翰·高蒂和維多利亞·迪喬治·高蒂（Victoria (DiGiorgio) Gotti），父親是意大利裔，母親有一半意大利一半俄羅斯的血統。高蒂與她的四個兄弟姐妹在紐約霍華德海灘的一棟兩層樓的房子裡長大，兄弟姐妹包括弟弟約翰·A·高蒂、姐妹Angel和弟弟Frank，她把Frank稱為她的「小娃娃」。

## 生涯

### 寫作
維多利亞·高蒂是《紐約郵報》的專欄作家，以及霍士廣播公司的紐約市旗艦台WNYW的記者。
1995年，高蒂寫了她的第一本書《Women and Mitral valve prolapse》，該書的靈感來自於她自己與疾病的鬥爭，並記錄了她的鬥爭故事。1997年，她出版了她的懸疑小說《The Senator's Daughter》，隨後又出版過更多作品：《I'll Be Watching You》（1998年）、《Superstar》（2000年）和《Hot Italian Dish》（2006年）。此外，她還寫了回憶錄《This Family of Mine: What It Was Like Growing Up Gotti》（2009年）。

### 電視
從2004年8月至2005年12月，高蒂是美國A&E Network的真人秀節目《高蒂和三個兒子》的主演，她和她的三個兒子一起出演該節目。2005年8月，在《高蒂和三個兒子》第三季首播的前幾天，高蒂表示她患有乳癌。然而，在被各種媒體指責她裝病後，她不久承認，她的乳房中確實存在致癌細胞，而不是真正診斷為乳癌。
2012年初，高蒂出現在美國電視真人秀節目《飛黃騰達名人版》，作為18名參賽者之一，該節目於2月19日首播。高蒂在比賽的第二周被淘汰。
2013年9月22日，高蒂在《The Real Housewives of New Jersey》節目中與主演特雷莎·吉迪斯一起現身，高蒂在其中客串，出現在第五季的「Hair We Go Again」中。她於2014年8月24日節目首播的第六季單集「Roses Are Red, Dina Is Blue」中再次現身於節目裡。
2014年12月，高蒂在VH1真人秀節目《Mob Wives》第五季的單集「Storm A-Brewin'」中客串。盡管在2012年的一次電台訪問中批評了該節目的真實性，她將節目描述為「火車殘骸」和「不真實」，但高蒂還是出現在這一集的一個場景中，其中主演安琪拉·萊歐拉就如何解決她與內部圈子的衝突征求高蒂的意見。
2019年2月9日，Lifetime播出了紀錄片《維多利亞·高蒂：我父親的女兒》（Victoria Gotti: My Father's Daughter），該片由雀爾雪·弗雷扮演維多利亞·高蒂，莫里斯·伯納德扮演約翰·高蒂。維多利亞·高蒂擔任本片的旁白、聯合編劇和執行制片人。

## 個人生活
1984年，卡邁恩·亞涅洛不顧父母的反對與維多利亞結婚。這對夫婦有三個兒子，Carmine、John和Frank。她們一家人住在紐約州韋斯特伯里的一座豪宅裡，2004年，該豪宅成為電視真人秀節目《高蒂和三個兒子》的拍攝地點。
2003年，在亞涅洛入獄期間，維多利亞·高蒂以推定遺棄（constructive abandonment）為理由與他離婚。
2009年5月，320萬美元的豪宅被批准銀主盤。

## 外部連結
- 維多利亞·高蒂在互联网电影资料库（IMDb）上的資料（英文）
- "Blowing Up Gotti" （页面存档备份，存于）. The Smoking Gun. August 12, 2004